# Vadnais Heights
Vadnais Heights és una població dels Estats Units a l'estat de Minnesota. Segons el cens del 2000 tenia 13.069 habitants.

## Demografia
Segons el cens del 2000, Vadnais Heights tenia 13.069 habitants, 5.064 habitatges, i 3.448 famílies. La densitat de població era de 692,2 habitants per km².
Dels 5.064 habitatges en un 36,4% hi vivien nens de menys de 18 anys, en un 54,2% hi vivien parelles casades, en un 10,5% dones solteres, i en un 31,9% no eren unitats familiars. En el 24,8% dels habitatges hi vivien persones soles el 6,3% de les quals corresponia a persones de 65 anys o més que vivien soles. El nombre mitjà de persones vivint en cada habitatge era de 2,57 i el nombre mitjà de persones que vivien en cada família era de 3,12.
Per edats la població es repartia de la següent manera: un 26,9% tenia menys de 18 anys, un 8,6% entre 18 i 24, un 32% entre 25 i 44, un 24,7% de 45 a 60 i un 7,8% 65 anys o més.
L'edat mediana era de 36 anys. Per cada 100 dones de 18 o més anys hi havia 90,4 homes.
La renda mediana per habitatge era de 60.804 $ i la renda mediana per família de 74.178 $. Els homes tenien una renda mediana de 48.611 $ mentre que les dones 35.102 $. La renda per capita de la població era de 30.891 $. Entorn del 2,5% de les famílies i el 3,2% de la població estaven per davall del llindar de pobresa.

## Poblacions més properes
El següent diagrama mostra les poblacions més properes.